# 숀펜의 헬스 키친
《숀펜의 헬스 키친》(영어: State of Grace)은 미국에서 제작된 필 조아노 감독의 1990년 네오누아르 범죄 드라마 영화이다. 숀 펜, 에드 해리스, 게리 올드먼, 로빈 라이트, 존 터투로 등이 출연하고, 네드 다우드 등이 제작에 참여하였다.

## 줄거리
잠복 임무를 맡은 아일랜드계 미국인 형사 테리는 고향 헬스키친으로 돌아와 어린 시절 친구 재키와 재회한다. 재키는 형 프랭키가 이끄는 아일랜드계 갱단에 들어가있다.

## 출연
- 숀 펜 - 테리 누넌 형사 역
- 에드 해리스 - 프랭키 플래너리 역
- 게리 올드먼 - 재키 플래너리 역
- 로빈 라이트 - 캐슬린 플래너리 역
- 존 터투로 - 닉 리처드슨 형사 역: 테리의 상사.
- 존 C. 라일리 - 스티비 맥과이어 역: 재키의 친구.
- R. D. 콜 - 팻 니컬슨 역: 프랭키의 행동대원.
- 조 비터렐리 - 조 보럴리 역: 마피아 두목.
- 버지스 메러디스 - 핀 역
- 모 개프니 - 모린 플래너리 역
- 디어드러 오코널 - 아이린 역
- 빈센트 패스토어 - 보럴리 밑에 있는 폭력배 역
- 제임스 루소 - 더마코 역

## 기타 제작진
- 배역: 보니 티머먼
- 미술: 더그 크레이너, 퍼트리치아 본브랜던스타인
- 의상: 오드 브론슨하워드